# Herreria stellata
Herreria stellata är en sparrisväxtart som beskrevs av Hipólito Ruiz López och Pav.. Herreria stellata ingår i släktet Herreria och familjen sparrisväxter. Inga underarter finns listade i Catalogue of Life.